# Tom Blyth
Pour les articles homonymes, voir Blyth.
Tom Blyth, né le 2 février 1995 à Birmingham, est un acteur britannique. Connu particulièrement pour avoir joué la version jeune de Coriolanus Snow (président de Panem dans Hunger Games de Suzanne Collins) ou encore le hors-la-loi Billy the Kid.

## Biographie
Il naît à Birmingham et grandit à Woodthorpe (en), une banlieue de Nottingham.
Il est le fils du producteur Gavin Blyth (en), décédé lorsqu'il avait 15 ans. Sa mère Charlotte, conseillère d'orientation, l'inscrit à des cours d'art dramatique à la Central Junior Television Workshop (en) durant sa jeunesse.
Il étudie à Julliard, dans leur division drama.

## Carrière
En 2022, il endosse le rôle principal de la série télévisée Billy the Kid, la série dramatique d'Epix, écrite par le créateur de Vikings et des Tudors, Michael Hirst.
En 2023, il tient l'un des rôles principaux aux côtés de Rachel Zegler, en incarnant le jeune Président Snow dans le film Hunger Games : La Ballade du serpent et de l'oiseau chanteur, préquel et 5ème opus de la série de films Hunger Games.

## Filmographie

### Cinéma
- 2010 : Robin des Bois de Ridley Scott : un enfant sauvage
- 2010 : Pelican Blood (en) : Nikko, jeune
- 2018 : Scott and Sid (en) : Sid
- 2021 : Benediction de Terence Davies : Glen Byam Shaw
- 2022 : Discussion Materials : Bobby
- 2023 : Hunger Games : La Ballade du serpent et de l'oiseau chanteur de Francis Lawrence : Coriolanus Snow
- 2025 : Plainclothes de Carmen Emmi : Lucas
- 2025 : Le Cri des gardes (The Fence) de Claire Denis : Cal
- 2026 : Watch Dogs de Mathieu Turi

### Télévision
- 2022 : The Gilded Age : Archie Baldwin (saison 1, épisode 5)
- 2022 : Billy the Kid : Billy the Kid (8 épisodes)